# Estadi General Pablo Rojas
L'Estadi General Pablo Rojas és un estadi de futbol del Paraguai, propietat del Club Cerro Porteño, amb capacitat per 32.910 espectadors des del 15 de desembre del 2009. Fins aleshores, el seu aforament total era de 32.000. S'ubica en les instal·lacions del club, al Barri Obrer de la ciutat d'Asunción, Paraguai.
És més conegut com La Olla Monumental o simplement La Olla. El seu nom fa honor a l'expresident de Cerro Porteño, el general Pablo Rojas, que va dirigir el club durant 14 anys, sent a més l'artífex del creixement de la institució.
A aquest estadi s'hi va jugar el partit de la Copa Amèrica 1999.

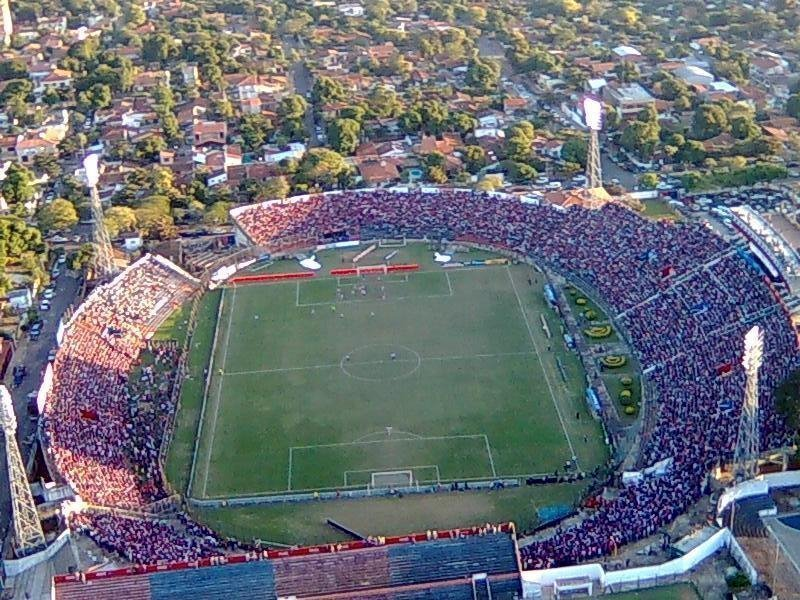
Estadi Pablo Rojas, vista aèria.

## Història

### Antics camps
Com s'ha esmentat anteriorment, la primera seu o lloc d'ubicació i d'activitat esportiva del Club va ser al voltant de la zona de la Capella San Juan de la ciutat d'Asunción.
Al voltant del 1924, el Club va arrendar un terreny municipal ubicat a Tercera Projectada i Tacuary, al lloc on està instal·lat en l'actualitat el Santuari Nacional de la Nostra Senyora del Perpetu Socors. Aquesta pista es va inaugurar temps després, l'1 de juliol del 1927.
Posteriorment, de la mateixa manera que altres clubs de la Capital, Cerro Porteño va utilitzar el famós camp de la Cinquena Escobar. Després, el 27 de setembre del 1936, gràcies als grans esforços econòmics de la directiva, es va inaugurar l'"Estadi Adriano Irala", anomenat així en homenatge a un dels més estimats i recordats presidents de l'entitat blaugrana. La inauguració va tenir lloc un dia de partit: es van enfrontar el Club i l'Olimpia. El cop de peu inicial el va donar el fill de l'expresident del Cicló, l'encara nen Adriano Irala Burgos.
En la construcció d'aquest camp esportiu van treballar-hi nombrosos presoners bolivians, producte de la nefasta Guerra del Chaco, i aquest fet va comportar la suspensió total dels tornejos de la Lliga Paraguaiana de Futbol. Aquest estadi va ser el primer al país en comptar amb un sistema d'il·luminació permanent. El 1951 s'inauguren noves instal·lacions, com graderies de ciment al sector sud i un túnel, entre d'altres. Posteriorment, es disputa un partit entre Cerro Porteño i Libertad que acaba igualat: 2 a 2.
Afectuosament, aquest antic estadi és denominat: '"La olleta"' atès que el camp futbolístic es troba tocant a l'Avinguda Cinquena. Avui es mantenen unes instal·lacions esportives renovades per a l'entrenament de les categories inferiors del Club.

### L'Olla "Tancada"
Durant molts anys, diverses comissions directives i aficionats del club van mantenir viva la intenció de completar l'estructura arquitectònica, i "tancar" íntegrament la circumferència de l'escenari esportiu; per fer-ho calia ampliar les propietats del Club, ja que on ara hi ha la nova platea hi havia una modesta casa. Els amos es negaven rotundament a cedir els seus terrenys, tot i que les diverses directives del Club els van anar fent quantioses ofertes per l'immoble.
Aquestes circumstàncies negatives només va anar creant nombrosos comentaris i versions de tota mena per part de l'afició blaugrana, apuntant que l'actuació dels amos de la casa era deguda a la seva condició de simpatitzants del tradicional adversari del  Cicló, el Club Olimpia, i fins i tot, en algun moment, es va arribar a dir que Osvaldo Domínguez Dibb expresident de l'Olimpia va comprar la propietat únicament per impedir que es completés amb grades l'Olla Blaugrana.

### Platea Juan H. Pettengill
Finalment, després dels passos de diverses generacions per assolir el somni d'un estadi modern i amb graderia, i després de tanta insistència i oferiments econòmics, el Club presidit per Luis Alberto Pettengill Vacca va aconseguir persuadir als propietaris i va adquirir el conflictiu terreny. Després, el mateix President va oferir la construcció de la Platea com una donació de la "Família Pettengill Vacca", com un homenatge al seu pare mort, que va ser també president a principis dels anys 80 i un més d'aquells visionaris de l'esmentat projecte.
Va ser així com el 15 de desembre del 2009 es va inaugurar la nova platea del sector Sud-est, que dona sobre els carrers Novena Projectada i Parapití, denominades "Platea Juan H. Pettengill". Amb presències de diversos exdirectius del club, destacant-se el Sr. Luis Pettengil i el recentment Pdt. electe Dr Juan José Zapag, representants de l'Associació Paraguaiana de Futbol, i entre ells el titular Juan Ángel Naput, el Vic. Alejandro Domínguez i convidats especials.
A l'acte d'inauguració es van escoltar emotives paraules de la mare del president sortint la Sra. Virginia Vacca, vídua de Pettengill. Posteriorment, es van beneir les obres per part del Pare Rafael Tanasio i finalment, es va donar l'acte per conclòs amb una breu intervenció de locució del Sr. Naput, qui en el seu moment també fou un altre president de l'entitat.
El sector habilitat compta amb una capacitat total per a 1.000 espectadors; en destaca una Llotja preferencial reservada a un màxim de 10 directius d'equips visitants.